# Sanctuary (2022)
Sanctuary ist ein Thriller von Zachary Wigon. Der Film spielt in einer einzigen Nacht in einem Hotelzimmer. Margaret Qualley spielt eine Domina, die ein letztes Mal einen von Christopher Abbott gespielten Kunden besucht. Die Premiere erfolgte im September 2022 beim Toronto International Film Festival. Im Mai 2023 kam der Film in die US-Kinos.

## Handlung
Der Hotelerbe Hal Porterfield hat den größten Teil seiner verwöhnten Jugend in einer seltsamen Beziehung verbracht. Er trifft sich regelmäßig mit einer Domina namens Rebecca in einem seiner Hotels, wo er für gewöhnlich an Drehbüchern schreibt. So auch in dieser Nacht. Er weiß, jetzt wo sein Vater gestorben ist, muss er das Unternehmen übernehmen und Vergnügungen dieser Art aufgeben. Es soll daher Rebeccas letzter Besuch sein, weshalb er ein Abschiedsgeschenk für sie vorbereitet hat.

## Produktion
Regie führte Zachary Wigon. Es handelt sich bei Sanctuary nach dem Thriller The Heart Machine aus dem Jahr 2014 um seinen zweiten Spielfilm. Das Drehbuch schrieb Micah Bloomberg, der in dieser Funktion zuletzt für 17 Folgen der Fernsehserie Homecoming tätig war. Als Wigon mit der Idee auf Bloomberg zukam, er wolle einen Film über eine Domina drehen, die einen Kunden ausraubt, verwies ihn dieser auf eines seiner Theaterstücke, das er einige Jahre zuvor geschrieben hatte, das in einem Hotelzimmer spielt und von einer Domina und ihrem Klienten handelt. Aus dem Stück entwickelten sie gemeinsam die Idee für Sanctuary.

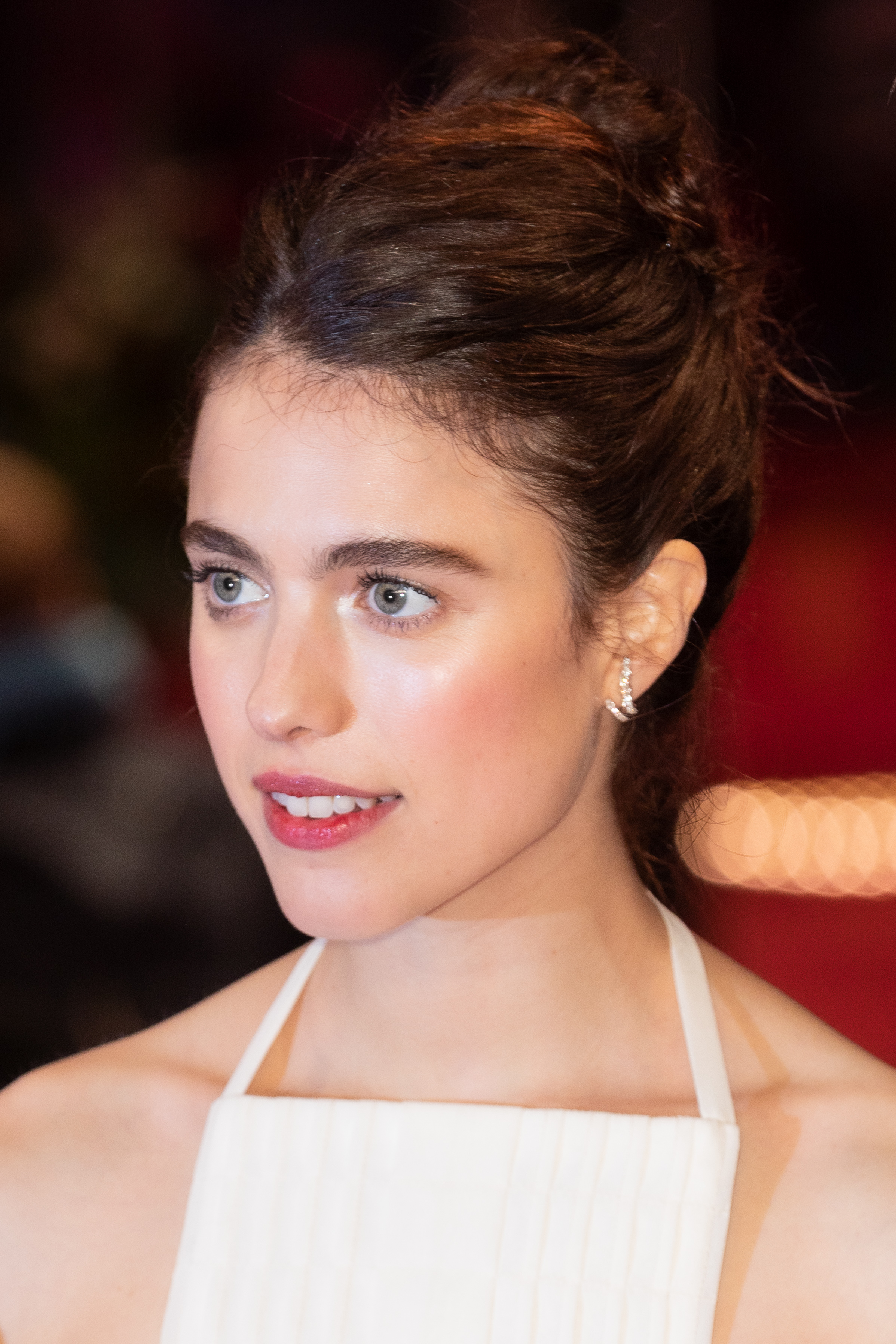
Margaret Qualley spielt die Domina Rebecca

Christopher Abbott spielt den Hotelerben Hal Porterfield und Margaret Qualley seine Domina Rebecca. Beide standen nach Beendigung der Dreharbeiten von Sanctuary für die Romanverfilmung Poor Things von Giorgos Lanthimos  abermals gemeinsam vor der Kamera.
Die Filmmusik komponierte Ariel Marx, die zuletzt für die Filme The Tale – Die Erinnerung von Jennifer Fox, The Catch von Matthew Ya-Hsiung Balzer und Birth/rebirth von Laura Moss tätig war. Das Soundtrack-Album mit insgesamt 15 Musikstücken soll am 26. Mai 2023 von Lakeshore Records als Download veröffentlicht werden.
Die Premiere von Sanctuary erfolgte am 12. September 2022 beim Toronto International Film Festival. Im Oktober 2022 wurde der Film beim Festa del Cinema di Roma gezeigt. Im März 2023 erfolgten Vorstellungen beim Glasgow Film Festival und beim Miami Film Festival, im April 2023 beim Atlanta Film Festival. Ebenfalls im April 2023 wurde der erste Trailer vorgestellt. Anfang Mai 2023 wurde Sanctuary beim Chicago Critics Film Festival gezeigt. Am 19. Mai 2023 kam der Film in die US-Kinos. Zwischen Juli und September 2023 wird Sanctuary im Rahmen des New Zealand International Film Festivals gezeigt.

## Rezeption

### Altersfreigabe und Kritiken
In den USA erhielt der Film von der MPAA ein R-Rating, was einer Freigabe ab 17 Jahren entspricht. In Deutschland wurde der Film von der FSK ab 16 Jahren freigegeben.
Von den bei Rotten Tomatoes aufgeführten Kritiken sind 88 Prozent positiv bei einer durchschnittlichen Bewertung mit 7,6 von 10 möglichen Punkten.

### Auszeichnungen
Festa del Cinema di Roma 2022
- Nominierung im Hauptwettbewerb[11]

Miami Film Festival 2023
- Nominierung für den Knight Marimbas Award (Zachary Wigon)